# Carlos Germán Belli
Carlos Germán Belli de la Torre (15. září 1927 – 10. srpna 2024) byl peruánský básník a překladatel.
Narodil se v Limě italským přistěhovalcům a část dětství strávil v Amsterdam, kde pracoval jeho otec. Studoval na Univerzitě svatého Marka, odkud má doktorát z literatury. Později se zde sám stal profesorem. Věnoval se také překladu dokumentů pro peruánský senát, z několika jazyků překládal také poezii. Debutoval v roce 1958 sbírkou Poemas. Mezi jeho další sbírky patří ¡Oh Hada Cibernetica! (1962), Sextinas y otros poemas (1970) a El buen mudar (1987). V roce 1998 vyšel výbor z jeho díla Trechos del Itinerario: 1958–1997 a v roce 2008 souborné vydání Los versos juntos: 1946–2008 s předmluvou Maria Vargase Llosy. V roce 2011 obdržel cenu Domu peruánské literatury a roku 2016 Národní cenu za kulturu. Je dvojnásobným nositelem Guggenheimova stipendia (1969, 1987). V roce 2017 byl nominován na Nobelovu cenu. Zemřel v limské čtvrti Surquillo ve věku 96 let.